# NGC 3799
NGC 3799 este o liner situată în constelația Leul. A fost descoperită în 21 aprilie 1832 de către John Herschel. Se află la o distanță de 51,03 de megaparseci de Pământ.